# 하이 줄러

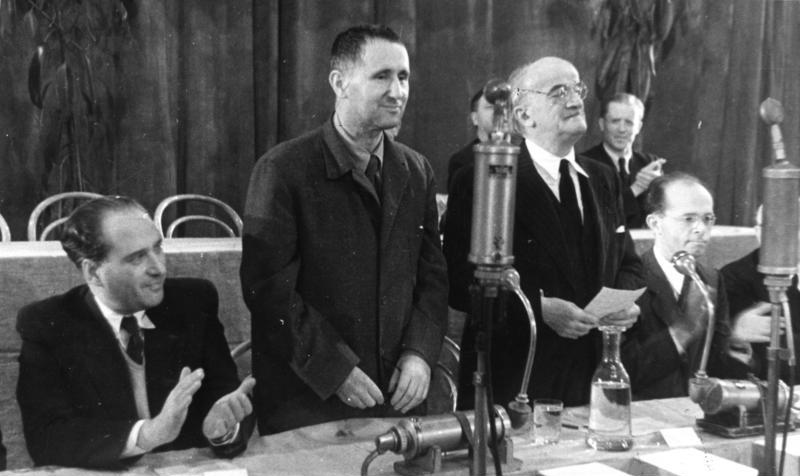

하이 줄러(헝가리어: Háy Gyula, 1900년 5월 5일~1975년 5월 7일)는 헝가리의 작가이다. 헝가리 연극 아카데미의 극작 교수로 있다가 반동작가로 투옥된 바 있다. 출옥 후 스위스에 거주하였다. 주요 작품은 <신과 황제와 농부>(1932), <생명의 다리>(1950), <가스포 바로에 대한 페어플레이> <말>(1961) <마틸다의 밤>(1963)이 있다.